# قرن مخلد
قرن مخلد: إحدى قرى محافظة بارق في الجنوب الغربي من المملكة العربية السعودية. تقع في الشمال الغربي من إمارة بارق على مسافة 15 كيلاَ، وبلغ تعداد سكانها 430 نسمة حسب الإحصاء الذي جرى عام 2004. يوجد بها مدارس ابتدائية للبنين والبنات. ومنها كان يمر طريق القوافل التجارية الضخمة، الذي كان يربط أبها بالقنفذة. كان يمر عبر أراضيها في العصر العثماني.أما في العصر الحالي فيفترق منها طريق نحو ثربان، وطريق آخر إلى القوز.

## التسمية
قرن مخلد - بفتح القاف وسكون الراء، وهو لغة الجبل الصغير الفارد - مضافاً إلى مَخْلد بفتح أوله وسكون ثانية، والمخلد عندهم هي آثار الديار الباقية؛ ويقال لها مخالد لطول بقائها بعد دروس الأطلال.

## الموقع
```
تقع هذه القرية على ضفة وادي شري الشمالية، في جنوبي وشرق وادي دحدح، وغرب 
البيداء
 على مسافة كيل تقريباً.
```